# Niva (ort)
Niva är en ort i Tjeckien.   Den ligger i regionen Olomouc, i den östra delen av landet, 190 km öster om huvudstaden Prag. Niva ligger 586 meter över havet och antalet invånare är 367.
Terrängen runt Niva är platt åt sydväst, men åt nordost är den kuperad. Runt Niva är det glesbefolkat, med 16 invånare per kvadratkilometer. Närmaste större samhälle är Prostějov, 19,0 km öster om Niva. I omgivningarna runt Niva växer i huvudsak blandskog.